# Vizitace
Vizitace (lat. visitatio), též kanonická vizitace je kontrola duchovně pastorační činnosti a hospodaření církevní instituce, jako je farnost, klášter nebo větší řeholní celek, kněžský seminář nebo diecéze.

## Předmět kontroly
Předmětem kontroly je např.:
- úcta a poslušnost kněze (k papeži i svému příslušnému ordináři),
- zda kněz koná věrně povinnosti své pastýřské služby,
- kdy byl kněz na posledním duchovním cvičení,
- zda se kněz dále vzdělává,
- jak je vedena farní spisovna a archiv,
- zda má farnost pastorační radu a ekonomickou radu,
- kolik dětí navštěvuje náboženství, kde se učí, kolik je katechetů, zda mohou navštěvovat církevní školu,
- jaká bývá účast na nedělních bohoslužbách,
- zda kněz slouží mši svatou za farníky,
- zda se řádně vede evidence mešních stipendií,
- kolik má kněz spolupracovníků liturgie (ministrantů, akolytů, lektorů, varhaníků, členů sbor…),
- jak se kněz stará o úctu a slavení svátosti Eucharistie a svátosti smíření,
- zda se koná něco specifického v pastoraci pro nemocné a staré,
- kolik činí stav účtů farnosti,
- zda jsou včas a řádně odevzdávány výkazy o hospodaření farnosti,
- jakými smluvními závazky je farnost vázána,
- jaký je fyzický stav kostela a další.